# Спрингфилд (Висконсин, округ Маркетт)
Спри́нгфилд (англ. Springfield) — американский населённый пункт в округе Маркетт, штат Висконсин. По данным переписи 2000 года население составляло 628 человек. Код FIPS: 55-75925, GNIS ID: 1584194.

## Население
По данным переписи 2000 года население составляло 628 человек, в городе проживало 188 семей, находилось 273 домашних хозяйства и 542 строения с плотностью застройки 6,0 строения на км². Плотность населения 18,1 человек на км². Расовый состав населения: белые — 97,29 %, коренные американцы (индейцы) — 1,75 %, представители других рас — 0,48 %, представители двух или более рас — 0,48 %. Испаноязычные составляли 1,27 % населения.
В 2000 году средний доход на домашнее хозяйство составлял $35 109 USD, средний доход на семью $41 875 USD. Мужчины имели средний доход $30 750 USD, женщины $21 250 USD. Средний доход на душу населения составлял $17 593 USD. Около 6,2 % семей и 10,3 % населения находятся за чертой бедности, включая 8,8 % молодежи (до 18 лет) и 14,3 % престарелых (старше 65 лет).